# Nenúfares (1904)
Nenúfares é um óleo sobre tela de Claude Monet, pintado no ano de 1904, nos arredores de Paris. Foi vendido no dia 19 de Junho de 2007 na Sotheby's, em Londres a um comprador anónimo por 26 milhões de Euros , o terceiro mais alto valor de sempre de um Monet.

## Descrição
O quadro retrata os nenúfares no lago do jardim do pintor, em Giverny. A tela é um testemunho vivo da busca pela perfeição lumínica de Monet, nos seus trabalhos. A paleta de cores é exuberante, variando entre verdes, castanhos, azuis e rosas esquissos ou salmão, remetendo-nos para o início da matina, o nascer do sol. Na água do lago estão patentes perfeitos reflexos das árvores, que rodeiam o lago de Giverny.
Esta tela pertence à célebre série de pinturas do mesmo nome que o presente trabalho: Nenúfares. Esta é talvez o melhor trabalho pertencente à série, e é considerado um dos mais prodigiosas pinturas concebidas por Monet.
Ao contrário de algumas das telas da mesma série, esta não exibe qualquer vestígio de movimento. Pelo contrário, o lago e os seus nenúfares parecem estáticos, imóveis.  As cores e o jogo lumínico remetem o espectador para o nascer da manhã, no jardim do pintor, muito frequentemente retratado pelo impressionista.
Monet (1840-1926) começou como ilustrador e caricaturista, atividades em que alcançou certa fama quando ainda era praticamente adolescente.
Em 1856 conheceu o pintor francês Boudin, que além de iniciá-lo nas técnicas da pintura paisagística ensinou-o a pintar ao ar livre, para captar melhor as cores e a luz. Três anos depois, mudou-se do Havre, onde vivia com os pais, para Paris, começando a estudar na Academia Suíça. Alguns anos mais tarde cursou a Escola de Belas-Artes, no ateliê de Gleyre, onde fez amizade com Renoir, Sisley e Bazille. Depois de uma tentativa de suicídio em 1868, Monet viajou para Londres com Renoir, fugindo da guerra com a Prússia. Lá conheceu Daubigny, e por meio dele o marchand e dono de galeria Durand-Ruel. Seus quadros de Londres refletem o interesse do jovem pintor pela pintura oriental e pela fotografia.
O espaço e a perspectiva são obtidos pela contraposição de estruturas geométricas e um intenso contraste cromático. Depois da apresentação em Paris, em 1874, do seu quadro Impressão, Sol Nascente (1869) ele e todo o seu grupo de amigos foram mencionados por um conhecido crítico de arte como impressionistas e mais depreciativamente como "a turma de Monet".
Aos poucos, foi abandonando as tonalidades escuras e tenebrosas de suas primeiras obras e adotou uma paleta de cores frias e ao mesmo tempo transparentes. Em Argenteuil, passa a pintar com Sisley e Pissarro, tanto no inverno quanto no verão. Além das paisagens, tentou incluir motivos da vida moderna, como as locomotivas. Deu início também aos seus célebres quadros de catedrais, de contornos quase inexistentes, em que a forma é dada pela reprodução da luz e da cor.
A síntese de sua obra são os quadros que compõem a série Ninféias, especialmente o Tanque dos Nenúfares. Monet foi o mais puro representante do espírito impressionista.